# Micro-Star International
MicroStar International（マイクロスター・インターナショナル、略称：MSI）は、台湾のコンピュータやコンピュータ関連部品を製造する会社であり、世界有数のマザーボード・ビデオカードの製造メーカーでもある。主な製品は高性能のビデオカード、ノートパソコン、およびゲーム専用パソコンなど。
1986年に5人のソニー台湾の元技術者の徐 祥、盧 琪隆、黃 金請、林 文通、游 賢能によって設立された。旧ロゴの星型は社長を中心に4人の技術者でコンピュータ業界の星になろうと願いを込めているのが由来である。
コアビジネスのマザーボードとビデオカード事業は120カ国以上にのぼり生産量は2000年にマザーボードは世界第3位に、ビデオカードは世界第1位となり、累計出荷量はマザーボード1.5億枚、ビデオカード1億枚を越えた。近年はラップトップパソコン、デスクトップパソコン、液晶ディスプレイ、タブレットPC、サーバ、組み込みシステム分野にも進出し2008年にはMSI 100%子会社のFUNTORO社を設立し車載用コンピュータ、カーナビゲーション分野にも進出し多角化している。2009年には企業ロゴを現行の物に一新するとともに「Innovation with style」という企業スローガンを制定。デジタル時代の主要なブランドとしてグローバル市場においてパイオニアであり続け、その中核となる消費者のニーズとグローバルな技術革新の分野で世界をリードする事を目指している。日本法人（エムエスアイコンピュータージャパン株式会社、代表取締役林 文通、資本金2,000万円、所在地東京都台東区）は1999年に設立。

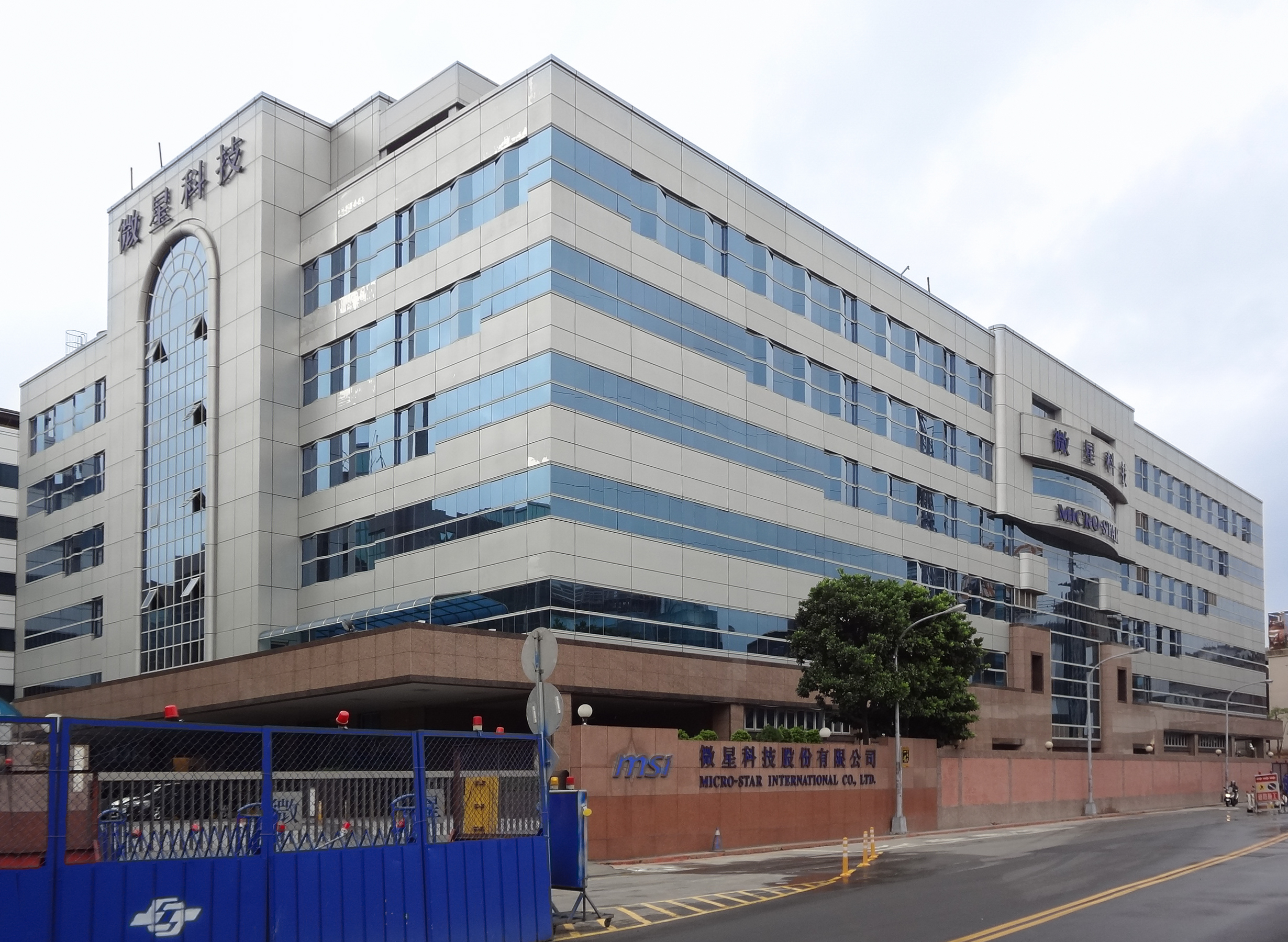
本社

## グループ概要
- 本社名：微星科技股份有限公司 （英語表記: Micro-Star International Corporation Limited）
- 所在地：台湾新北市中和區立德街69號
- 設立：1986年8月
- 資本金：284.59億円 (2013年)
- 売上高：2280.27億円 (2012年）
- 社員数：18,000名 (グループ合計／2011年現在）
- 生産拠点：台湾新北市中和區、中国昆山、深圳、上海
- 海外支社：オーストラリア、カナダ、中国、インド、マレーシア、イギリス、アメリカ、 アラビア、ベルギー、ブルガリア、クロアチア、チェコ、デンマーク、 エストニア、フィンランド、フランス、ドイツ、ギリシャ、ハンガリー、 アイスランド、イタリア、日本、韓国、マイアミ、ラトビア、リトアニア、 メキシコ、オランダ、ノルウェー、ポーランド、ポルトガル、ルーマニア、 ロシア、セルビア、スロバキア、スロベニア、スペイン、スウェーデン タイ、トルコ（ABC順）
- 製造製品：マザーボード、グラフィックス、ベアボーンシステム、ラップトップPC、デスクトップPC、タブレットPC、液晶ディスプレイ、MP3関連商品、ポータブルメディアプレイヤー、通信機器 等
- 生産能力：マザーボード:月産210万枚
- グラフィックス:月産110万枚
- ラップトップパソコン:月産70万台
- サーバー:月産30万台
- デスクトップPC:月産60万台
- デジタルオーディオ&通信関連機器:月産150万台、

## 日本法人概要
- 会社名：エムエスアイコンピュータージャパン株式会社 (MSI-J)
- 所在地：東京都台東区東上野1丁目11番地4号　ザイマックス東上野ビル3階
- 設立：1999年1月
- 資本金：2,000万円
- 株主：微星科技股份有限公司 100％
- 事業内容：コンピューターハードウェア・ソフトウェア・通信機器・家電製品・周辺機器・部品等の輸出入、販売、保守サービス

### 沿革
| 年   | 月 | 出来事 |
| ---- | -- | --- |
| 1986 | 08 | Micro-Star International Corporation Limited（微星科技股份有限公司）設立 |
| 1995 | 12 | MSI ISO9002 認証取得 |
| 1996 | 12 | MSI ISO9001 認証取得 |
| 1998 | 08 | MSI 台湾株式市場1部上場 |
| 1999 | 01 | MSI Intel Corporation とのオフィシャルパートナー契約締結 - MSI 100％子会社の日本法人としてエムエスアイコンピュータージャパン株式会社（以下MSI-J）を設立、 - 東京都港区三田1-2-18 TTDビルに事務所を構える |
| 1999 | 07 | MSI-J オフィスを東京都港区芝4-10-1 ハンファビルに移転 |
| 1999 | 10 | MSI ISO14001 認証取得 |
| 2000 | 07 | MSI-J オフィスを東京都港区東新橋2-5-14 新橋山根ビルに移転 |
| 2000 | 10 | MSI-J サポートセンター設置 |
| 2002 | 01 | MSI-J 修理部門設立 |
| 2002 | 07 | MSI-J オフィスを東京都千代田区東神田1-17-6 C&Kビルに移転 |
| 2002 | 08 | MSI-J 米沢事業所を設立 |
| 2005 | 04 | MSI-J 東京リペアセンターを設立 |
| 2006 | 07 | MSI-J オフィスを東京都台東区東上野1-1-12 栗橋ビルに移転 |
| 2009 | 03 | MSI-J ノートPCほかシステム製品専用お客様相談窓口を開設 |
| 2011 | 05 | MSI-J マザーボード／グラフィックスカード専用電話番号をフリーコール化 |
| 2012 | 03 | MSI-J サポートセンターを移転 |
| 2012 | 03 | MSI-J オフィスを現住所に移転 |
| 2012 | 07 | お客様サポート体制を変更。マザーボード／VGAは代理店経由に、ノートPC/Tablet/AIOはお客様ご相談窓口の電話番号変更                                                                                           |

## 日本における正規代理店
- 株式会社アスク
- 株式会社アユート
- 株式会社マイルストーン
- 株式会社リンクスインターナショナル
- かつての代理店
  - アイル株式会社
  - 加賀電子株式会社
  - 興隆商事株式会社
  - CFD販売株式会社
  - 株式会社シネックス (現 株式会社テックウインド)
  - 株式会社東京エンジニアリング (TEN)
  - 株式会社トライコーポレーション (Justy)
  - ユーエーシー株式会社
  - rabo T.a.n

## 製品
主な製品としては、マザーボード、ビデオカード、ラップトップパソコン、デスクトップパソコン、ディスプレイ (コンピュータ)などがある。製品はOEM供給されることが多く、ATI Technologies（現AMD）やNVIDIAも同社で製造している。2001年にはビデオカード生産量が世界一位となる。米国インテル社のオフィシャルパートナー (Tier-1)ベンダーの一つでまた、AMD Athlon (K7) 用マザーボード「MS-6167」やAthlon 64 (K8)用であるVIA K8T800チップセットを搭載した「K8T NEO-FIS2R」を世界初で発売したメーカーでもある。かつては日本法人独自に1999年にIntel 440BXチップセット搭載のSlot1マザーボードにSocket 370変換カードを同梱した「MS-6199」や2003年にビデオカード冷却にヒートレーンを採用したNVIDIA GeForce4 Ti搭載の「寂、」シリーズのようなコアな自作PCユーザーに向けたユニークな製品を企画販売した。新技術の取り入れにも積極的で世界初のデュアルSocket 370、IDE RAIDをサポートした「694D Pro-R」、世界初のUSB2.0搭載のマザーボード「K7T266 Pro2-RU」をはじめUSBネットワークに対応した製品や世界初のBluetooth搭載のマザーボード、省電力とオーバークロック機能を両立した「Core Cell」チップ搭載マザーボード、マザーボード上のコンデンサが全て「Hi-c Cap」を搭載したマザーボード、低発熱・省電力の「DrMOS」を搭載したマザーボードなど業界の先駆けの製品を数多く発売した。それ以外にもラジオチューナーを搭載したオーディオ風のベアボーンPC(CPU、メモリ、HDD、光学ドライブを取り付ければ自作可能なPCキット)の「MEGA PC」シリーズなどもユニークな製品だった。また同社製のマザーボードは、オーバークロックしやすいことで有名で、オーダーメイドPC販売を行うAlienwareやFalcon Northwest(英語)などは、MSIブランドのマザーボードを使用していることで知られている。また、日本のパソコンメーカーではNEC、EPSON、SONY、マウスコンピューター、サードウェーブ (Prime)、KOUZIRO (Frontier)、九十九電機 (eX. Computer)、ロジテック、ユニットコムなどへも、サーバ、ノートブック、ビデオカード、ベアボーン及びマザーボードの供給実績がある。
OEM供給に加えて2008年より日本で自社ブランドの展開を開始しネットブックのWind Netbook U100を皮切りにゲーミングラップトップパソコンのGシリーズ、2009年にはUltrabookを先取りするような薄型ラップトップパソコンのX-Slimシリーズ、2011年にはタブレットPCのWindPadシリーズを発売した。世界的に有名な賞を数多く受賞しており、2004年にはデジタルオーディオプレーヤー「MEGA Player 515」、「MEGA Player 516」、「MEGA Player 521」及びモバイルストレージ「MEGA CACHE 15」の4製品がグッドデザイン賞を受賞をはじめ世界50カ国・350以上のメディアから約8,000もの賞を獲得している。2013年にはオンラインFPS ゲーム「Alliance of Valiant Arms（アライアンス オブ ヴァリアント アームズ）」のゲーミングチームであるGalacticとのスポンサー契約を皮切りに、2014年にはDeToNator、2017年にはSengoku Gaming、2018年にはSunSisterとスポンサー契約し、ゲーミングラップトップPC、ゲーミング用マザーボード及びビデオカードをはじめとする高性能なMSIゲーミング製品の提供を通じてゲーミングチームの活動をサポートしe-スポーツ競技の普及を支援している。

## 製品ラインナップ
- マザーボード
- ビデオカード
- ラップトップパソコン
- デスクトップパソコン
- ディスプレイ (コンピュータ)
- キーボード (コンピュータ)
- マウス (コンピュータ)
- ベアボーンキット
- デジタルオーディオプレーヤー (現在は販売していない)
- 光学ドライブ (現在は販売していない)
- タブレットPC
- ロボット掃除機 FUNROBOTブランド (日本では未販売)
- カーナビゲーション FUNTROブランド (日本ではOEM向けのみ)
- 組み込みシステム (日本ではOEM向けのみ)

## 不祥事

### 2023年のサイバー攻撃被害および並びに情報流出
- 4月7日(現地時間)、サイバー攻撃被害を公式サイトにて報告[27]。公式サイト以外からのBIOSおよびファームウェア・アップデート取得をしないようユーザーに警告[27]。なお攻撃手法の詳細は現時点では不明(非公表)[27]。en:Tom's Hardware(技術系メディア)が独自にMSIに連絡を入れているが、記事作成時点で返答はない[27]。
  - なお公表前日に、en:Bleeping Computer(技術系メディア)が「『Money Message』と名乗るランサムウェアグループが、MSIからソースコードを盗んで400万ドル(約5億3000万円)の身代金を要求している」と報じていた[27]。Bleeping Computerも連絡を入れているが記事作成時点では返答は得られてないため、Money Message側の主張が真実か否かを確認できてない[27]。
    - なお盗まれた物には、臨床試験管理システム(CTMS)、ERPデータベース、ソースコード、秘密鍵、BIOS・ファームウェアなどが含まれ、MSIが身代金の支払いを行わない場合、上記のデータ(1.5TB分)を公開すると脅迫していた[27]。
- 5月8日(JST)、MSIが身代金の支払いを拒否したため、Money Messageがen:Intel Boot Guard(vPro)の秘密鍵など1.5TBの機密ファイルを公開[28]。
  - 公開ファイルをBinary(サイバーセキュリティ会社)が分析したところ、MSI製品57点のファームウェアの署名キーが含まれており、これが悪用されると、MSIを装った悪意あるアップデートが行われる可能性があるという[28]。同社CEOアレックス・マトローソフは、フィッシング攻撃後の第2段階のペイロードとしてキーが用いられる可能性を指摘している[28]。
  - この他にもMSI製品116点のIntel Boot Guardのキーが含まれてたこともわかっており、キーの流出に関してはMSIにのみ止まらず、インテルやレノボ、Supermicroなど、多方面に影響を与えると指摘されている[28]。